# کور قاراقاش‌لی
کور قاراقاش‌لی (به ترکی آذربایجانی: Kür Qaraqaşlı) یک منطقه مسکونی در جمهوری آذربایجان است که در شهرستان سالیان واقع شده است. کور قاراقاش‌لی ۲۴۸۴ نفر جمعیت دارد.